# CoviVac (ruská vakcína)
CoviVac je vakcína proti covidu-19 založená na inaktivovaném viru vyvinutá Chumakovým centrem Ruské akademie věd. Pro použití v Rusku byla schválena v únoru 2021, jde o třetí vakcínu proti covidu-19, která byla v Rusku schválena. Získala povolení pro fázi III klinického hodnocení dne 2. června 2021.

## Lékařské použití
Injekce přípravku CoviVac se podává ve dvou dávkách s odstupem 14 dnů. Přepravuje se a skladuje při teplotách 2 až 8 °C.
Účinnost nebyla dosud stanovena v klinické studii fáze III.

## Chemie
Jedna dávka 0,5 ml se skládá pouze ze 3 μg nebo antigenu SARS-CoV-2 kmene AYDAR-1 inaktivovaného beta-propiolaktonem a následujících pomocných látek:
- 0,3–0,5 mg hydroxidu hlinitého (adjuvans),
- 0,5 ml nebo méně roztoku fosfátového pufru složeného z dihydrátu hydrogenfosforečnanu sodného, dihydrátu dihydrogenfosforečnanu sodného, chloridu sodného a vody na injekci.

## Výroba
Jako inaktivovaná vakcína používá CoviVac tradičnější technologii, která je podobná inaktivované vakcíně proti dětské obrně. Zpočátku byl vzorek SARS-CoV-2 kmene AYDAR-1 izolován v Chumakovově centru při Ruské akademii věd a použit k pěstování velkého množství viru pomocí vero buněk. Od té chvíle jsou viry nasáklé beta-propiolaktonem, který deaktivuje vazbou na jejich geny, zatímco ostatní virové částice zůstávají nedotčené. Výsledné inaktivované viry jsou poté smíchány s adjuvans na bázi hliníku.

## Historie

### Oprávnění
Dne 20. února 2021 prezident Vladimir Putin oznámil, že vakcína byla schválena.

### Klinické testy
Fáze III klinických testů byla zahájena a očekává se, že skončí 30. prosince 2022.